# Lecture rapide
La lecture rapide est un ensemble de techniques présentées par ses promoteurs comme une méthode censée accélérer la vitesse de lecture, et qui consisterait principalement à éduquer le regard et à limiter la subvocalisation.
Du fait que la lecture rapide n'est pas validée par l'expérimentation scientifique, elle est considérée comme une pseudoscience. De plus, l'inefficacité de certaines de ces méthodes est démontrée.

## Historique
La première apparition documentée du terme « lecture rapide » date de la fin des années 1950 et a été écrite par Evelyn Wood (en). Elle aurait été curieuse de savoir pourquoi certaines personnes lisaient naturellement plus vite et a essayé de se forcer à lire très rapidement. En 1958, alors qu’elle balayait les pages d’un livre qu’elle avait jeté, elle a remarqué que le mouvement de balayage de sa main sur la page attirait l’attention de ses yeux et les aidait à se déplacer plus doucement sur la page. Elle s’est ensuite servie de sa main comme d’un meneur d’allure. Wood a d’abord enseigné la méthode à l’université de l’Utah, avant de la présenter au public sous le nom de Evelyn Wood’s Reading Dynamics à Washington en 1959.

## Principe

### Élargissement du champ visuel
Les techniques de lecture rapide reposent sur un élargissement du champ visuel. Or, l'empan visuel ne peut pas s’agrandir. L'œil humain n'est capable de différencier les lettres que sur une zone très petite du champ de vision qui correspond à la fovéa (zone de la rétine où la vision des détails est la plus précise), limitée à quatre ou cinq lettres. Il s'agit d'une limite physiologique, indépassable. Cette considération réfuterait la quasi-totalité des techniques de lecture rapide, qui reposent sur un élargissement de l'unité de base. L'existence d'une vision para-fovéale ne changerait rien à cela, celle-ci n'ayant qu'un effet mineur sur la lecture.[réf. nécessaire]
La différence entre un lecteur rapide et un lecteur lent résiderait dans une meilleure planification des saccades oculaires, qui gère mieux :
- la durée des saccades oculaires (le temps mis pour bouger l’œil) ;
- le temps entre deux saccades (le temps de reconnaissance de l'unité de base lue) ;
- le nombre de retours en arrière (le nombre d'erreurs de planification des saccades).

Un lecteur expert a des fixations d'une durée de 100 millisecondes, tandis qu'un lecteur lent atteint environ 500 millisecondes. Cette différence proviendrait de la rapidité à identifier les lettres, ou groupes de lettres, qui est supérieure chez l'expert (en raison de l'amorçage perceptif[Quoi ?]). Ce temps de fixation dépend des mots, ceux qui ne s'écrivent pas comme ils se prononcent demandant plus de temps pour être identifiés.

## Évaluations scientifiques
Les critiques et les études scientifiques de ces méthodes sont nombreuses. Aucune donnée scientifique ne permet d'établir un bénéfice réel de la lecture rapide. Il s'agirait essentiellement d'une escroquerie intellectuelle.

### Empan visuel
D'après Angelo Arleo, directeur de recherche CNRS à l'Institut de la vision à Paris, « d'un point de vue physiologique, fixer un point et être capable de lire et de comprendre au-delà de la fovea, sans faire de saccades pour modifier nos fixations, cela me semble extrêmement improbable. Néanmoins, la perception parafovéale, bien que floue, demeure fondamentale pour contextualiser à la fois le contrôle saccadique et le traitement visuel. »

### Suppression de la subvocalisation

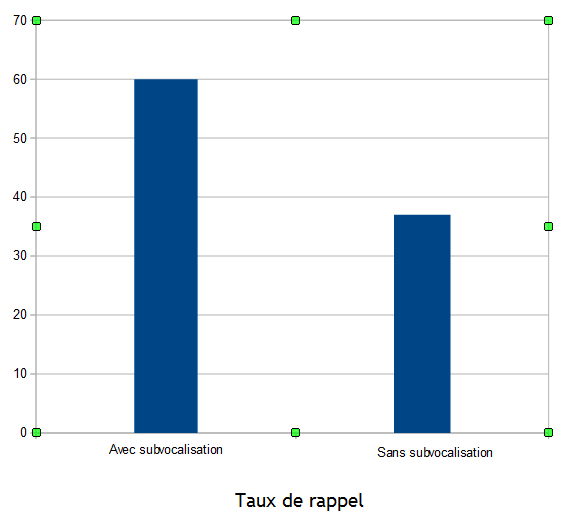
Effet de la subvocalisation sur la mémoire, d'après Slowiaczek et Clifton (1980).

Aucune expérience n'a pu prouver les effets de la suppression de la subvocalisation sur la vitesse de lecture. Supprimer celle-ci n'aurait donc pas d'effet observable.

### Suppression des saccades oculaires
D'après Saveria Colonna, professeure en sciences du langage à l'Université de Paris 8 et membre du laboratoire structures formelles du langage : 

« les saccades se font très rapidement [10 à 30 millisecondes contre 250 millisecondes en moyenne pour une fixation, ndlr]. Même si on avait la possibilité de les supprimer, le temps gagné serait infinitésimal. De plus, même si on n'obtient pas de nouvelles informations lors de ces saccades, le processus cognitif d'encodage et de traitement de l'information continue pendant celles-ci. Les saccades sont un processus automatisé. Elles peuvent servir à corriger une erreur de compréhension dans le texte en revenant sur un mot ou à rectifier un "bug" oculomoteur qui nous ferait atterrir au mauvais endroit dans le texte. Aussi, elles s'adaptent, avec les fixations, à ce que nous sommes en train de lire. Des paramètres comme la lisibilité du texte, la difficulté linguistique, les propriétés intrinsèques du lecteur ou encore les objectifs de lecture peuvent influencer la taille et la fréquence des saccades ainsi que la durée des fixations, tout ceci pour nous permettre de mieux comprendre. C'est un processus indispensable qui n'est certainement pas du temps perdu »

### Effets sur la compréhension
Les résultats expérimentaux sur l'efficacité de la technique du « balayage » (ne lire que les parties supposées essentielles du texte) varient beaucoup suivant les études : la majorité d'entre elles trouve un effet délétère, tandis que d'autres études plus rares n'en trouvent pas.
Dans certaines expériences, la subvocalisation permet d'améliorer la compréhension du texte lu. La subvocalisation facilite aussi la mémorisation.
Selon Carver (1999), l'usage du balayage peut réduire de plus de 50 % la compréhension d'un texte.
Plusieurs expériences de compréhension ont montré que la phonologie favorise la compréhension de textes.
De plus, l'œil ne peut pas lire pendant son déplacement.

### Rôle des couleurs
Plusieurs formations en lecture rapide affirment que les couleurs se traitent plus rapidement que les mots dans le cerveau. Cependant, cet énoncé est mis en défaut par les expériences liées à l'effet Stroop (interférence d'une information non pertinente sur le fonctionnement du cerveau) : dans ces expériences, il est demandé au sujet d'énoncer la couleur d'écriture d'un mot, ce dernier pouvant être un nom de couleur ou une série de signes sans signification. Dans un cas, les mots écrits sont des noms de couleurs qui ne concordent pas avec la couleur employée pour afficher le mot. La difficulté manifestée pour reconnaître la couleur dans ce dernier cas montre l'importance de la compréhension du mot même dans une observation liée, normalement, à la perception des couleurs. Si la reconnaissance des couleurs était plus rapide que celle des mots, cet effet devrait se trouver amoindri.

### Test de compréhension
Les tests proposés par les promoteurs de la lecture rapide peuvent présenter différents biais : parfois le test utilisé après la formation est plus facile que le test de référence réalisé auparavant. Parfois le test après la formation est réalisé en utilisant le même texte qu'avant la formation. Dès lors, la moindre complexité du test ou la double lecture du texte peuvent suffire à expliquer que la compréhension serait préservée.

### Structure des ouvrages
Anna Jones, championne de lecture rapide, déclare avoir lu le dernier tome de la célèbre saga Harry Potter de J. K. Rowling en 47 minutes. En 2016, des chercheurs américains en psychologie et sciences cognitives soutiennent que « l'avantage d'Anna Jones en lisant le nouveau livre de Harry Potter était d'avoir lu les livres précédents de la série. Cette expérience lui a probablement permis d'accumuler une grande quantité de connaissances de base sur les personnages, la structure de l'intrigue et le style d'écriture. La combinaison de ces connaissances de base avec un échantillonnage visuel à partir des pages du nouveau livre et une capacité très développée à réaliser des inférences étendues aurait pu lui permettre de générer un synopsis cohérent du livre. »

## Méthodes commerciales
Diverses méthodes commerciales de lecture rapide ont été développées et sont enseignées.

### Reading Dynamics
Dans les années 1950, l'Américaine Evelyn Wood (en) développe un programme d'entraînement pour éviter la subvocalisation. Elle popularise le terme anglais de « speed reading » (littéralement « lecture rapide »).

### PhotoReading
En 1985, l'entreprise américaine Learning Strategies Corporation lance un produit, PhotoReading, ayant pour slogan « PhotoRead at 25,000 words a minute » (« PhotoLisez à 25 000 mots par minute ») et présenté comme la méthode de lecture la plus vendue aux États-Unis. Elle est commercialisée en France sous le nom de Photolecture. Paul Scheele, cofondateur de Learning Strategies, et l'entreprise Subliminal Dynamics se disputent la paternité du produit, la dernière société déclarant que Scheele a appris cette méthode durant l'un de ses séminaires.
Cette méthode aussi insiste sur l'apprentissage de la non-subvocalisation. Elle fait également référence à la programmation neuro-linguistique, considérée comme une pseudoscience,.
Une étude de la NASA intitulée Preliminary Analysis of PhotoReading (« Analyse préliminaire de PhotoReading ») déclare que la vitesse de lecture annoncée dans les publicités de Learning Strategies n'a jamais été observée, que la vitesse des lecteurs utilisant cette méthode est semblable à celle d'un lecteur traditionnel, voire plus lente, lenteur accompagnée d'une diminution de la compréhension du texte.

### Championnats
Un World Mind Mapping and Speed Reading Championship (« Championnat mondial de carte heuristique et de lecture rapide ») est organisé. Il s'est avéré que les participants autorisés à prendre part au championnat ne sont pas sélectionnés selon leurs compétences, mais parce qu'ils sont des clients des formations vendues par les entreprises. Il n’existe pas de fédération officielle internationale, comme il s'en trouve pour des épreuves sportives classiques. N’importe qui est donc capable de monter une compétition[source secondaire souhaitée].